# Obra para la Cooperación Sacerdotal Hispanoamericana
La Obra para la Cooperación Sacerdotal Hispanoamericana (OCSHA) es una institución creada por la jerarquía católica de España para colaborar con la Iglesia católica en Latinoamérica.

## Origen
Fue constituida por la Junta de los Metropolitanos de España el 4 de junio de 1949, con el objetivo de paliar la escasez de sacerdotes de las diócesis de Latinoamérica, con sacerdotes diocesanos voluntarios provenientes de España, que en esos años tenía clero en abundancia. Su propulsor fue Maximino Romero de Lema (1911-1996), sacerdote español que, previamente, presentó el proyecto ante el Vaticano, donde consiguió el apoyo del Papa Pío XII, para luego trasladarse a su país y ponerlo en práctica.

## Expansión
Entre 1953 y 1966 funcionó en Madrid un seminario, denominado el Seminario Teológico Hispanonamericano, donde estudiaban quienes querían ser sacerdotes y transladarse a América bajo el sistema de la OCSHA, su Rector fue el sacerdote español Melquíades Andrés.
En 1957 Pío XII dio a conocer la encíclica Fidei donum, que si bien tenía como objetivo fundamental apoyar la actividad diocesana de la Iglesia en África, consolidaba el modelo de la OCSHA, porque favorecía la acción misional desde las diócesis, acción que hasta entonces era casi exclusivamente tarea de las instituciones religiosas.  
El mismo consistía en que sacerdotes diocesanos se trasladaran temporalmente a una diócesis americana, sin dejar de pertenecer a la propia, en España, para colaborar con el clero latinoamericano. Los sacerdotes emprendían viaje para trabajar en Latinoamérica por un período de tiempo limitado, de cinco años, que luego se redujeron a tres, que era renovable. El instrumento jurídico era un contrato que suscribían el Obispo de la diócesis en la que estaban incardinados, el receptor, la OCSHA y el interesado.
Durante el Concilio Vaticano II, el Papa Juan XXIII hizo llegar al Cardenal Primado de España, Enrique Pla y Deniel, una carta pidiéndole a la Iglesia de España que hiciera un esfuerzo misionero enviando miles de sacerdotes a América Latina. En concreto, el Arzobispo Antonio Samoré pidió el envío de mil quinientos sacerdotes a lo largo de tres años.

## Su historia
La iniciativa, luego de algunas transformaciones y vicisitudes, mantiene su objetivo primario. Los sacerdotes de la OCSHA se esparcieron en casi todos los países de América. Unos pocos, sobre todo en Colombia, se unieron a los grupos revolucionarios, son conocidos los casos de Manuel Pérez, Domingo Laín y José Jiménez.

## En la Argentina
Un total de 224 sacerdotes se trasladaron a 35 diócesis distintas, en distintos períodos, entre 1950 y el 2000.